# Minmi paravertebra
Minmi paravertebra és una espècie de petit dinosaure ancilosaure que va viure al Cretaci inferior, fa entre 119 i 113 milions d'anys. Aquesta espècie fou descrita per Ralph Molnar l'any 1980.